# Elverum folkehøgskole

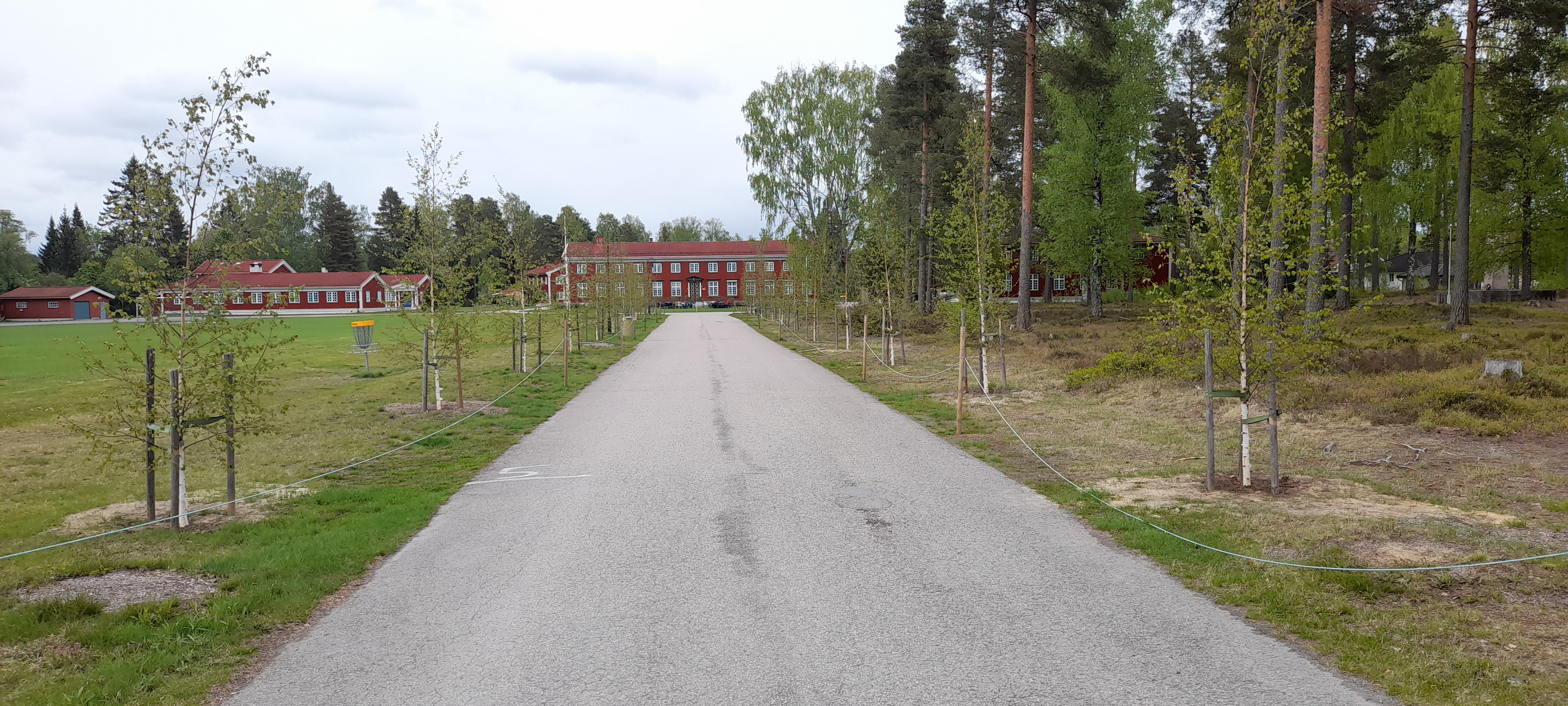
Elverum folkehøgskole, 2022

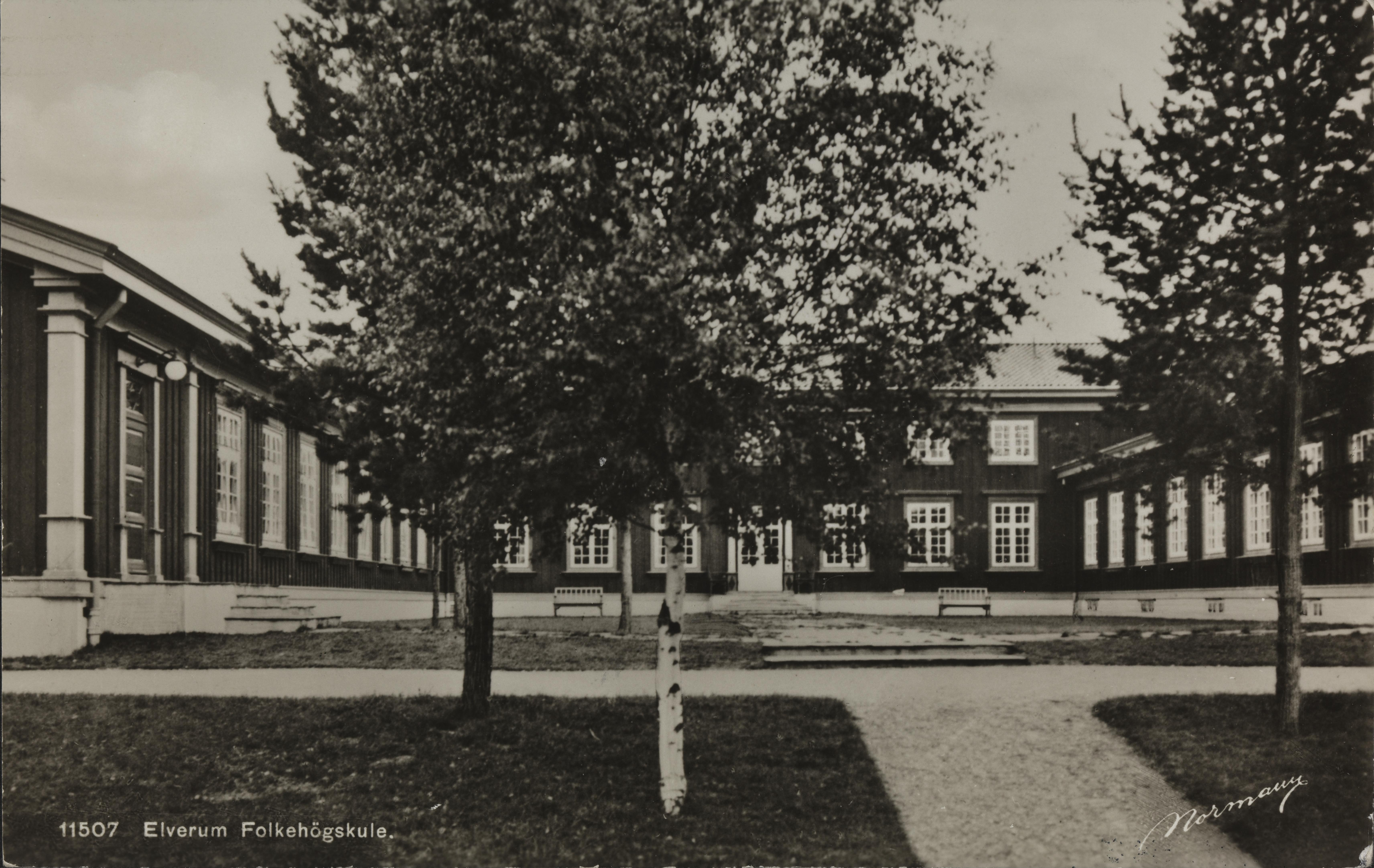
Elverum folkehøgskole, 1930-talet

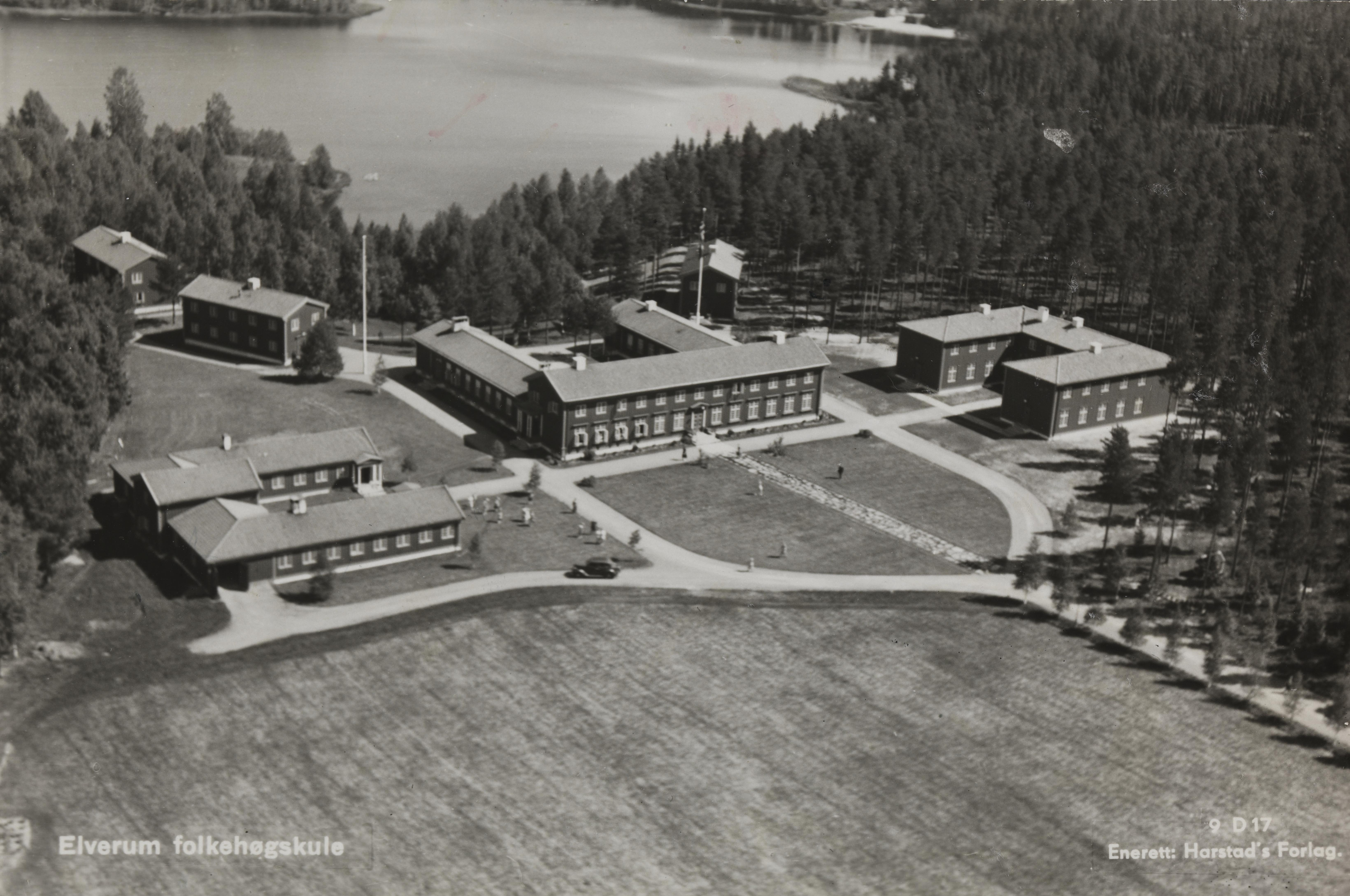
Elverum folkehøgskole, 1930-talet

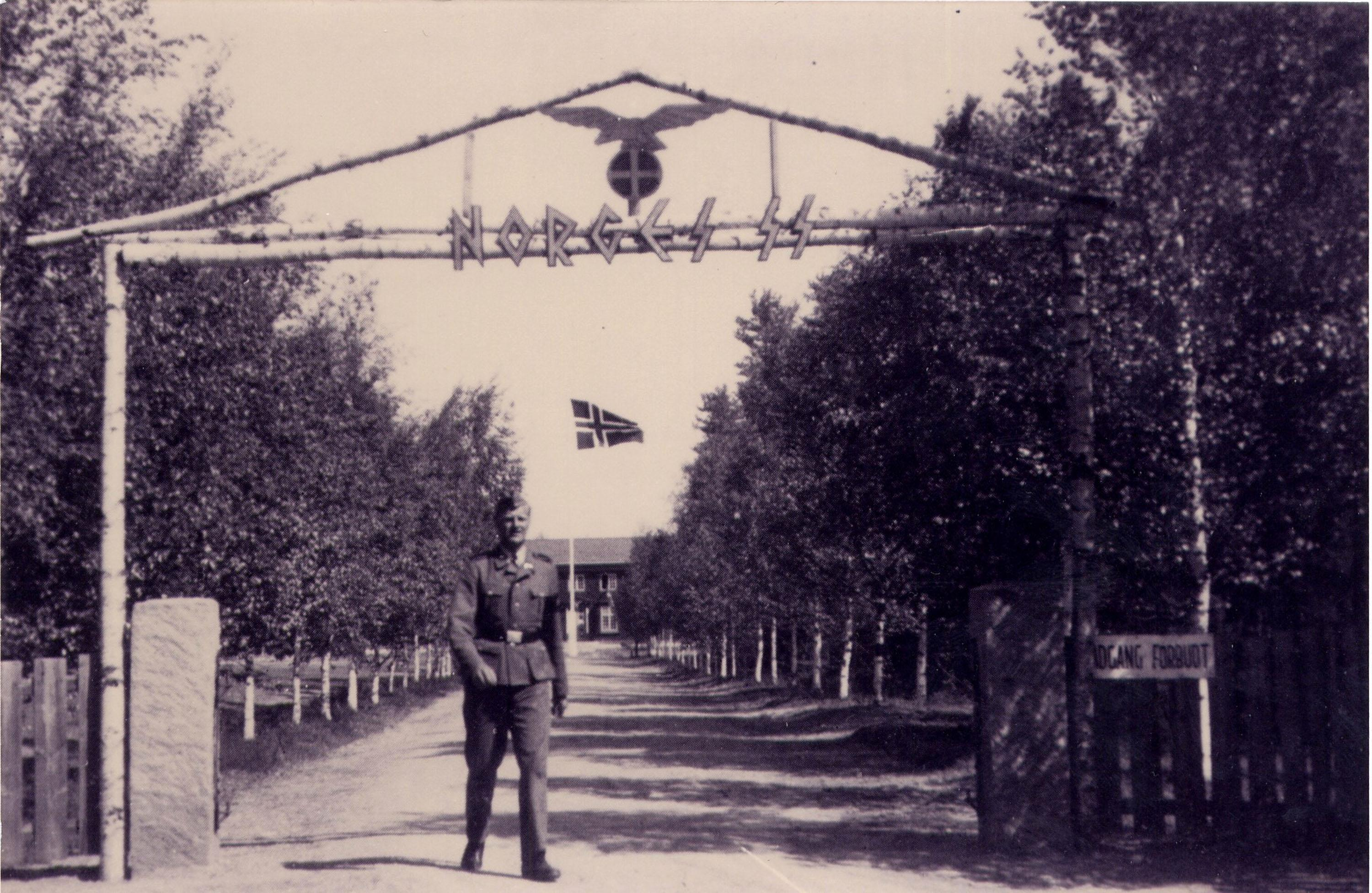
Skolan övertogs 1940 av den tyska ockupationsmakten och användes bland annat som utbildningsanstalt för Norges SS, den norska avdelningen av Schutzstaffel (SS), under våren 1941

Elverum folkehøgskole är en norsk folkhögskola i Elverum i Innlandets fylke, som grundades 1928 av Helge Væringsaasen (1836-1917). Skolan har 130 elevplatser. 
Skolanläggningen är byggd i traditionell østerdalsstil och ligger mellan Glomma och Sagtjernet, på gångavstånd till Elverums centrum. Skolan ägs av Peer Væringsaasens Nationalfond. 

## Elverum folkehøgskole under andra värlskriget
Skolan är känd för Stortingets, kung Haakon VII och regeringens uppehåll där den 9 april 1940. Där blev Elverumsfullmakten utformad, och där sade kungen nej till att samarbeta med de tyska invasionsstyrkorna, samt nej till att utse Vidkun Quisling till Norges statsminister. På skolan finns tre olika krigsminnesmärken om händelserna i Elverum under april 1940.